# Museu Etnològic Cassoleria d'Àngel Domínguez
El Museu Cassoleria d’Àngel Domínguez de Potries es un museo, reconocido como tal por la Generalidad Valenciana, y con este nombre oficial desde su origen, por la resolución de 23 de mayo de 2018.
Además este museo consiguió la certificación Q que otorga el Instituto para la Calidad Turística Española (ICTE).

## Historia
Potries es una localidad con una gran historia alfarera desde épocas muy antiguas por el terreno en el que se ubica.
Pero esta actividad alfarera llegó a su fin a finales del pasado siglo XX, con la jubilación de Ángel Domíngez, último alfarero artesanal de la población. En el 1986 con 82 años, murió el último alfafero de Potries, y desde entonces la casa quedó en desuso ya que ninguno de sus hijos continuó el oficio.
Fue a partir de esta situación de abandono de la última “cassoleria” de la localidad lo que hizo surgir un deseo por parte del consistorio local por recuperar la historia y el legado de esta actividad tan unida al desarrollo de Potries.
Este edificio sería más tarde comprado por el Ayuntamiento de Potries y destinado, tras su restauración a la sede del El Museu Cassoleria d’Àngel Domínguez.
En el año 1998 el ayuntamiento de Potries consiguió el reconocimiento de la Colección Museográfica Permanente de Cerámica de Potries por parte de la Generalitat Valenciana.
En estos primeros años se llevaron a cabo diferentes proyectos como la catalogación, inventario y restauración de objetos, la recuperación de la memoria oral y fotográfica (incluida dentro del programa "Documenta Potries"). También se llevaron a cabo la producción de exposiciones temporales, y la puesta en marcha de la exposición permanente, que permitió la apertura al público de la colección.
Entre 2011 y 2017 se inicia el proceso de conversión de la colección museográfica en un museo. La colección museística estaba ubicada en un inicio en las instalaciones de la Casa Consistorial, pero llegado este momento se decidió rehabilitar el inmueble que había sido la última alfafería de Potries, redactando el proyecto museográfico, y contratando un profesional para ello, el historiador Albert Vázquez.
Tras la compra del edificio el Ayuntamiento realizó inversiones destinadas tanto a obras, equipamientos, personal, colección de materiales, como en la difusión o en el mantenimiento del inmueble, gracias a subvenciones por parte del Fondo Estatal para el Empleo y la Sostenibilidad Local, ayudas de la Diputación de Valencia y de la Agencia Valenciana de Turismo.
El museo fue reconocido como tal en el año 2018.
El museo forma parte de la Red de Museos Etnológicos Locales de la Diputación de Valencia, coordinados por el ETNO (Museo Valenciano de Etnología).
En el año 2021 el museo recibió el premio Cultura 2021, que reconoce la preservación y promoción del patrimonio de carácter etnológico y tradicional, el trabajo en red y el uso de las nuevas tecnologías por parte de esta institución.

## Descripción
La propuesta de Potries cuando decidió la creación de este espacio museóstico era doble, por una parte, se pretendía activar el turismo cultural, recuperando y reactivando así de forma productiva espacios y prácticas de la cultura tradicional; y por otro, se quería potenciar la vinculación entre el vecindario del municipio y su patrimonio.
Este museo, concebido para una pequeña población con escasos medios, ha tenido siempre una  destaca digitalización y exhibición del patrimonio etnológico, así  existe una visita multimedia al Museo Etnológico Àngel Domínguez de Potries, con un recorrido virtual en 360° con montaje interactivo inclusivo, que permite el acceso a la visita desde ordenadores, tabletas y móviles.

El edificio donde se ubica el museo tiene un gran interés tipológico y ambiental. En la planta baja, a dos manos, tiene un amplio pasillo central, a la medida para que pasara un carro, hay un espacio doméstico en el que se da a conocer los aposentos clásicos con su mobiliario original. 

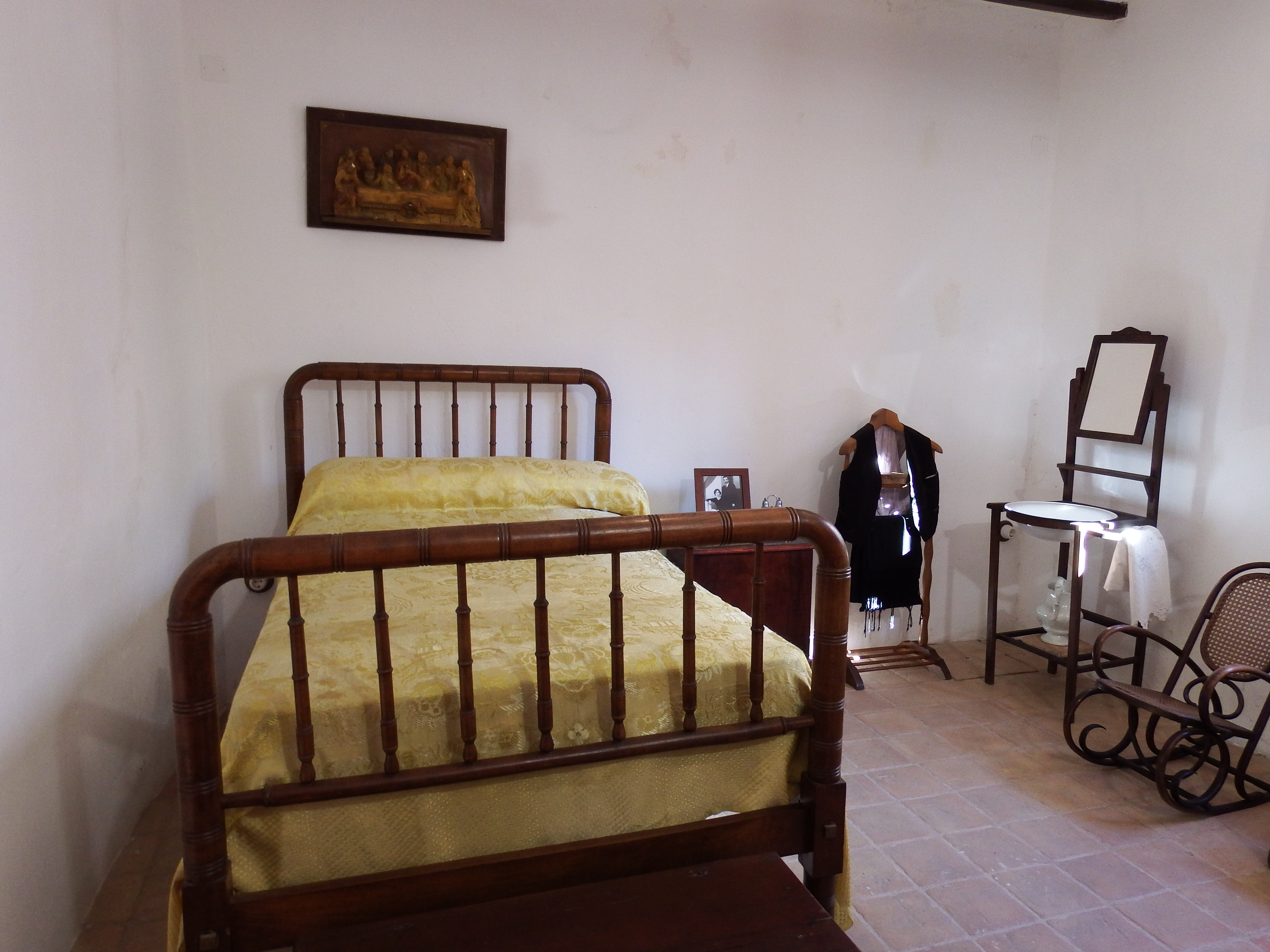
Habitación de la casa
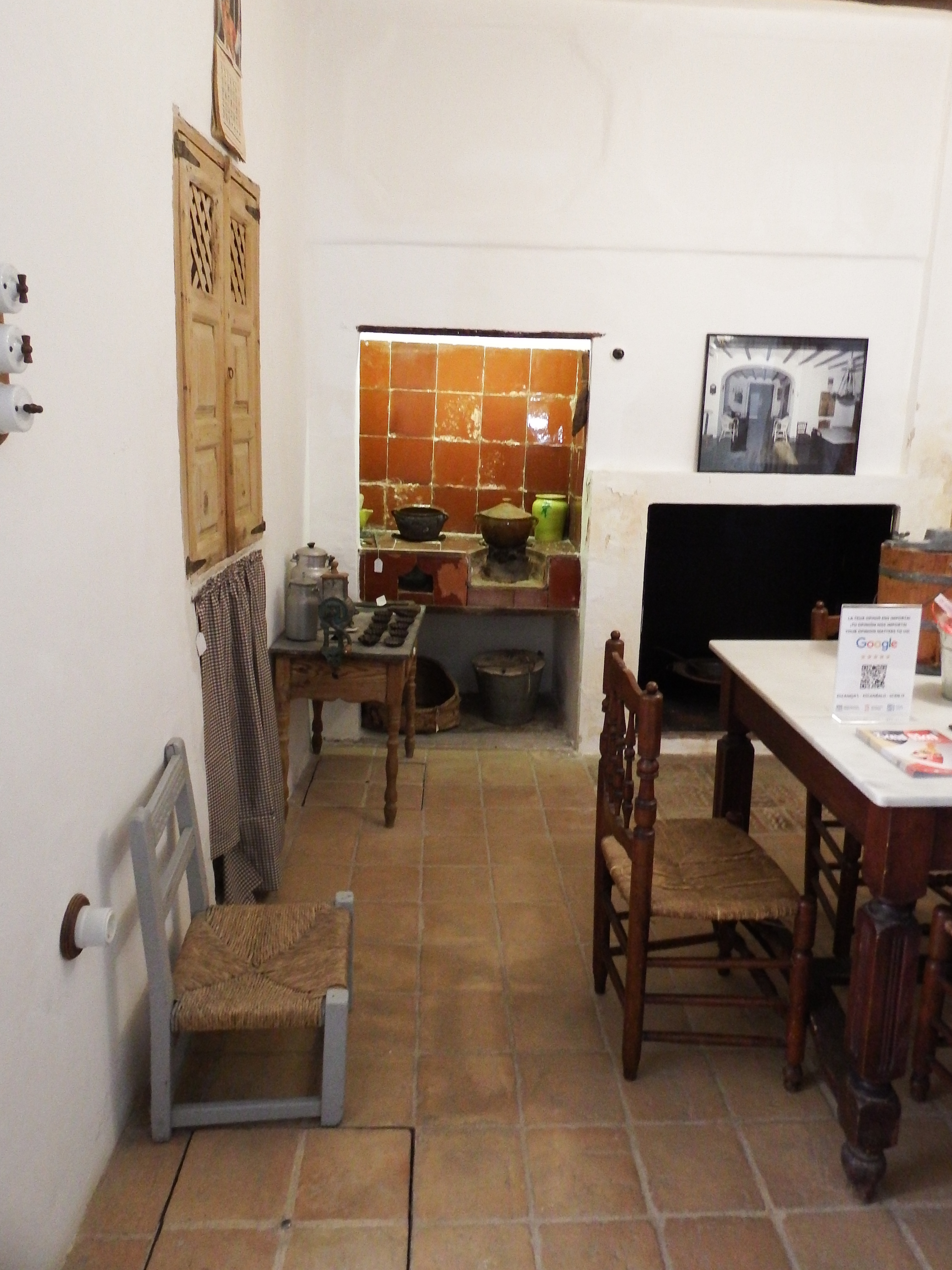
Cocina comedor de la casa
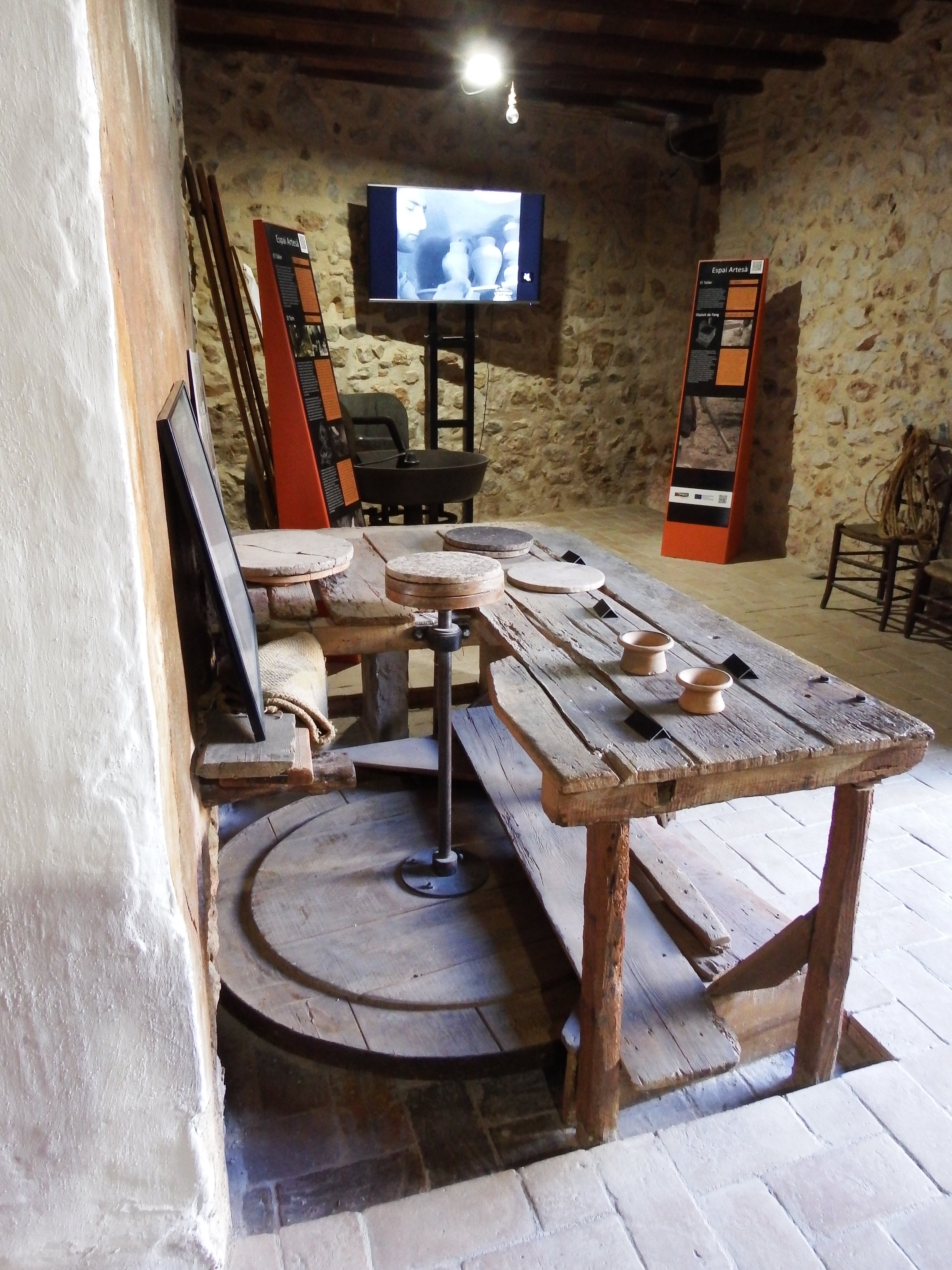
Taller en la planta baja de la casa
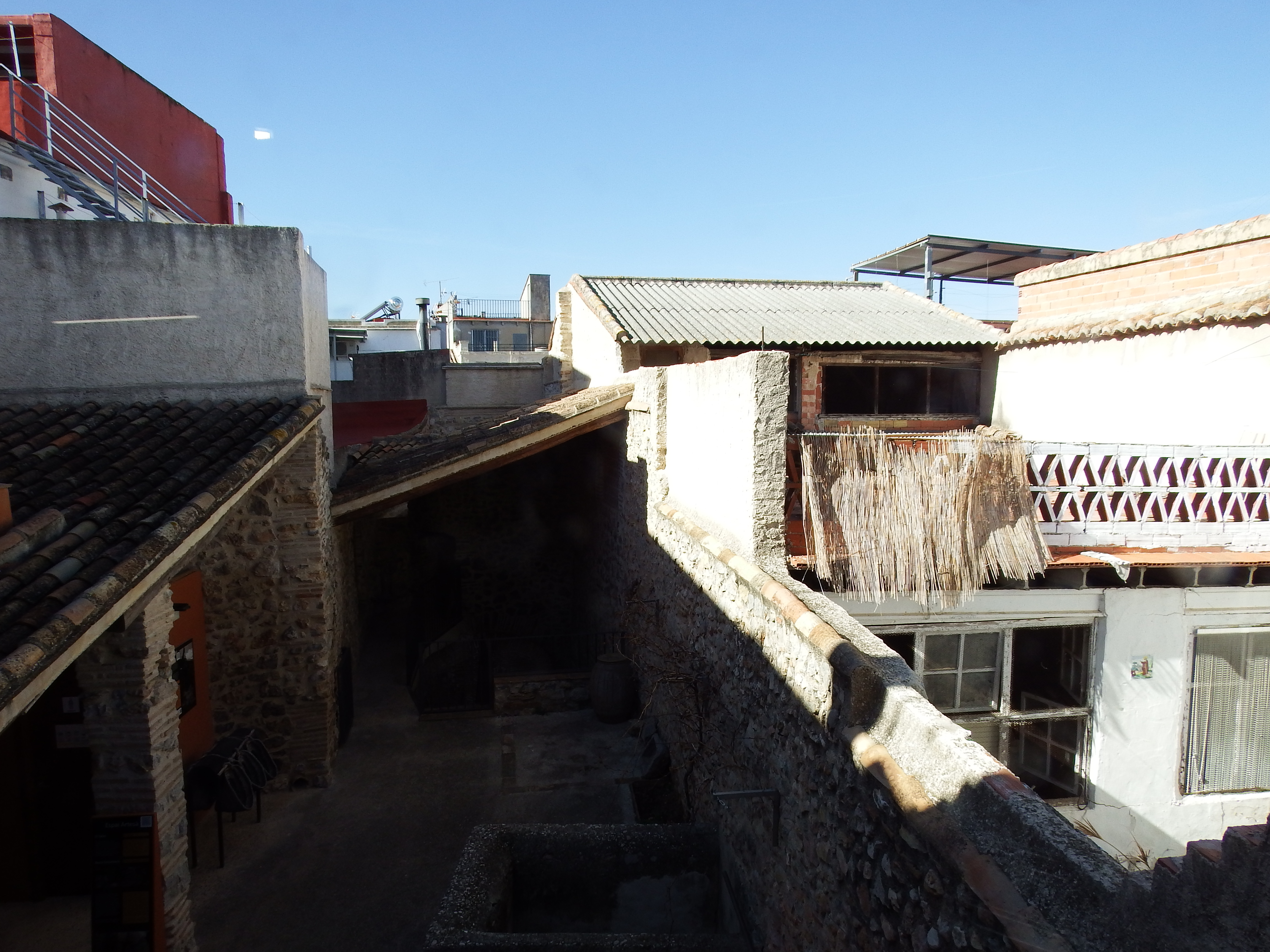
Imagen del corral con las balsas de agua, leñera y acceso al horno
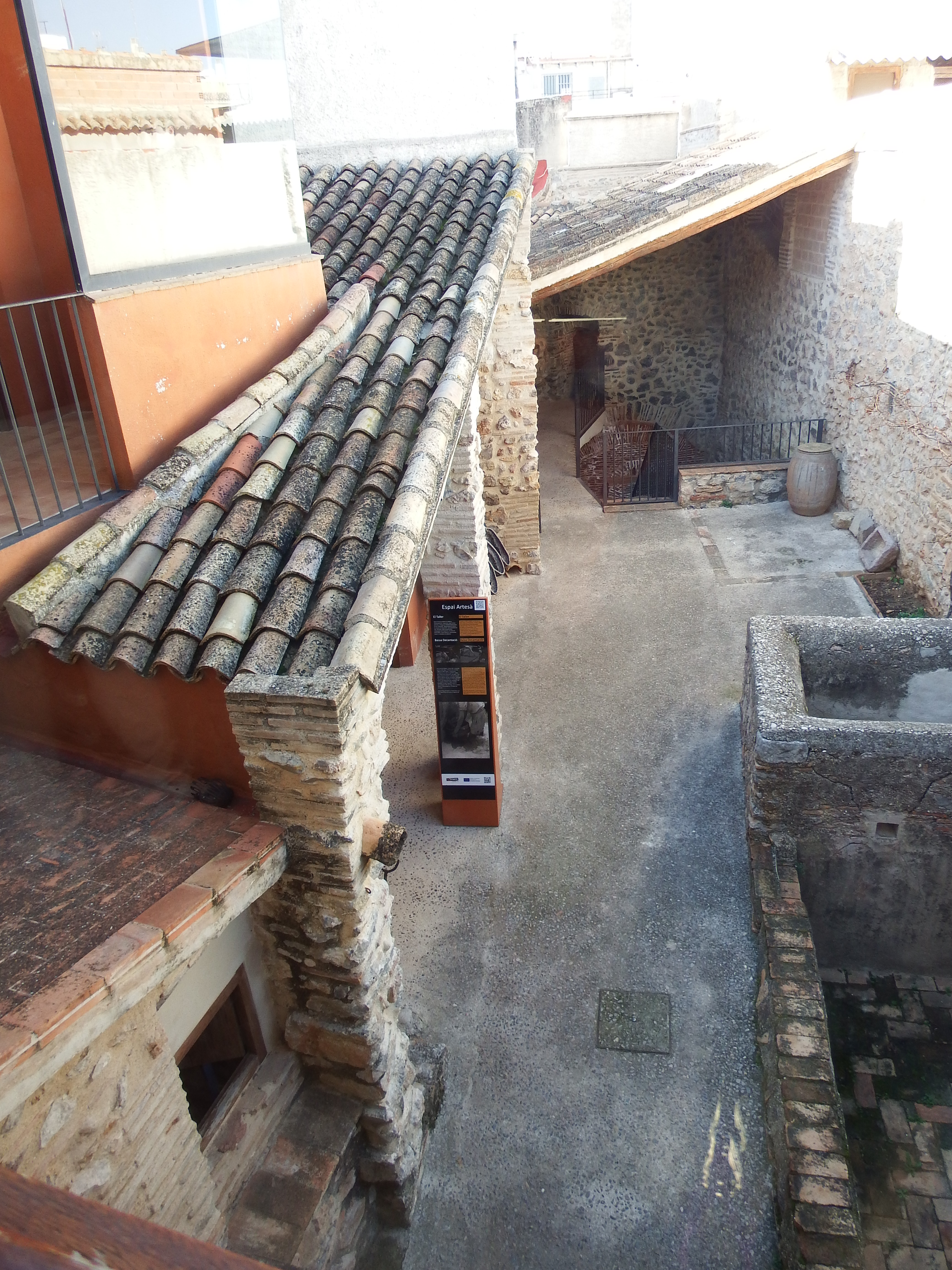
Balsas y acceso al horno al fondo
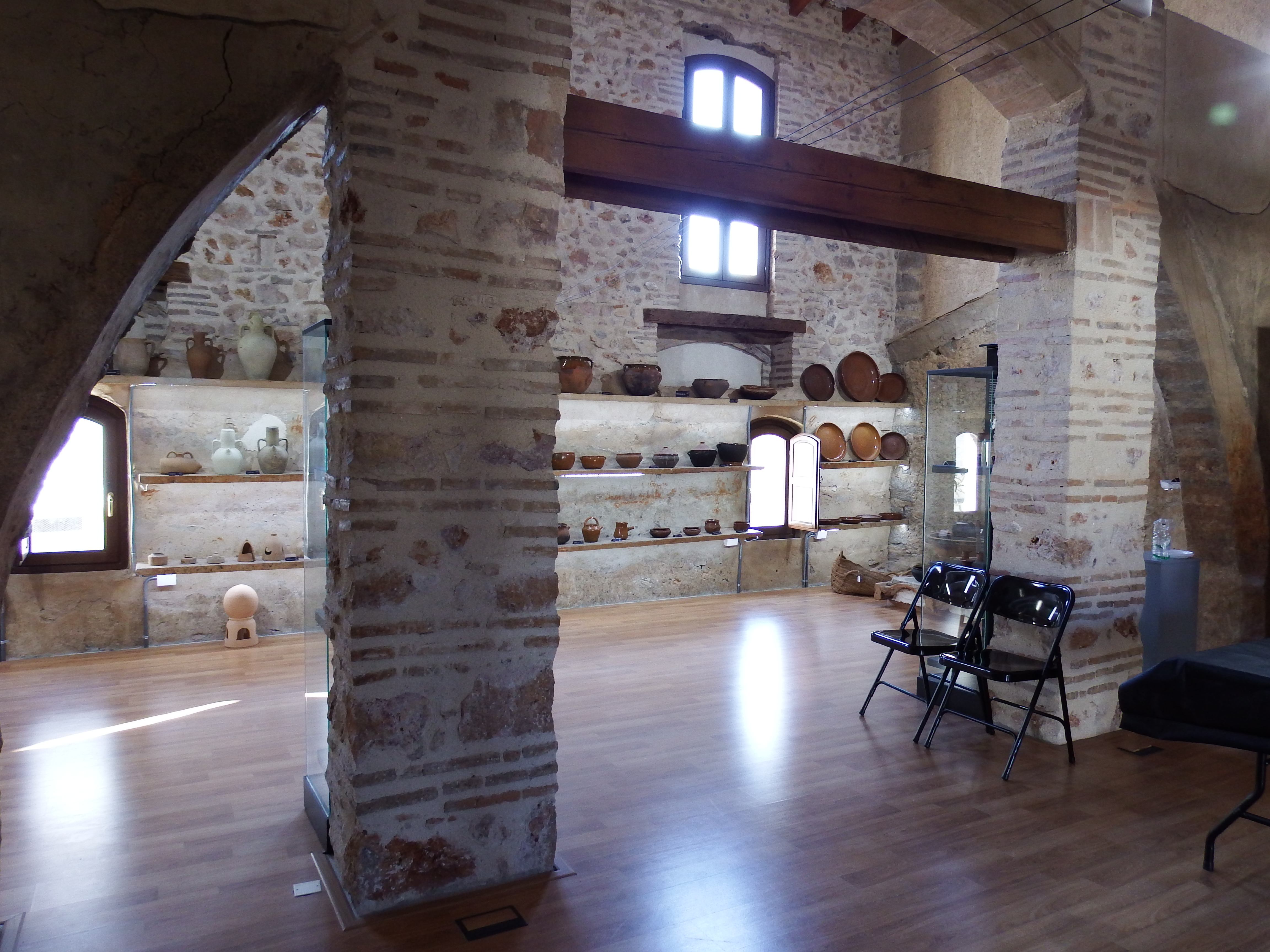
Piezas del museo
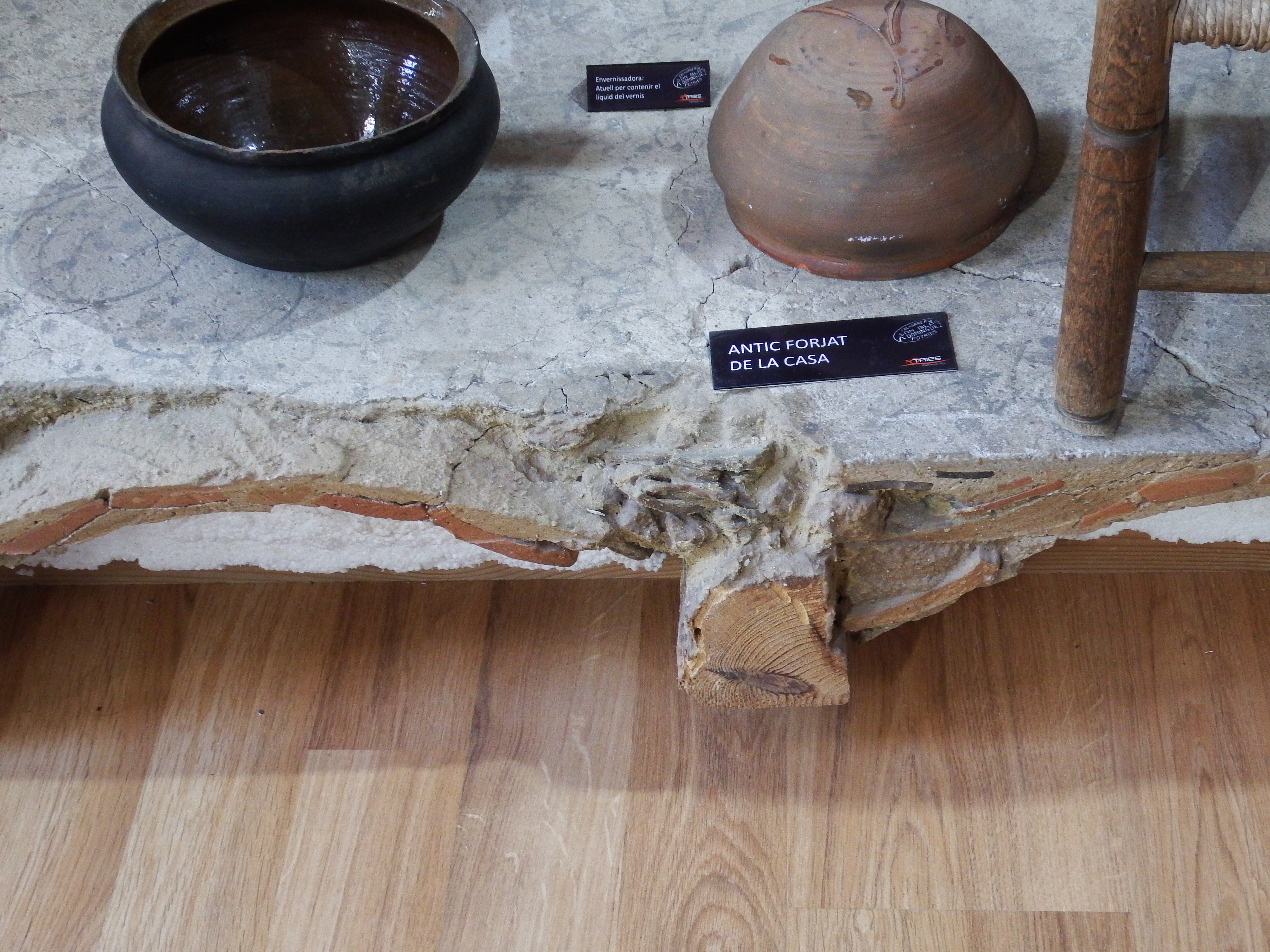
Detalle piezas artesanales
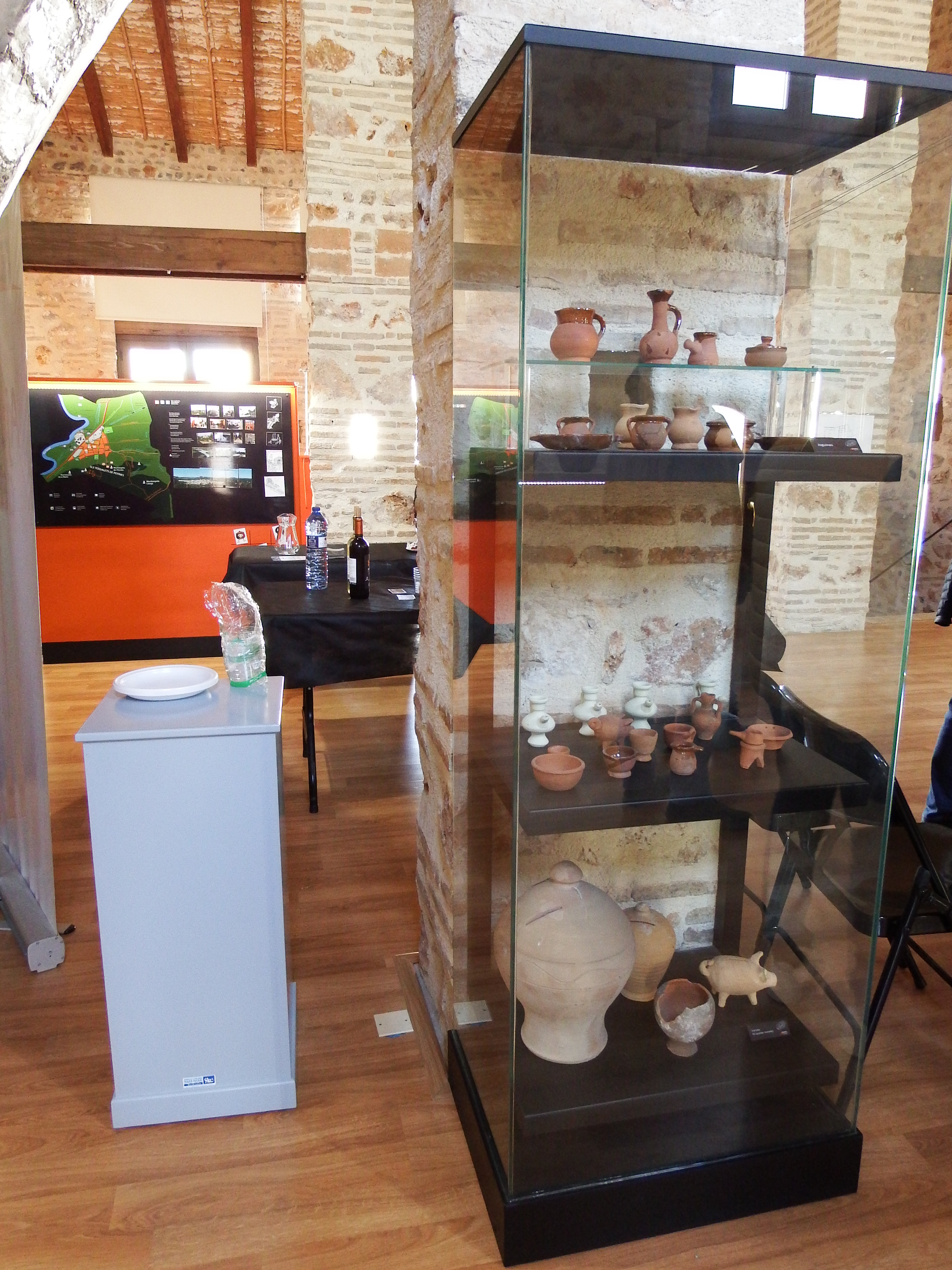
Interior del Museo
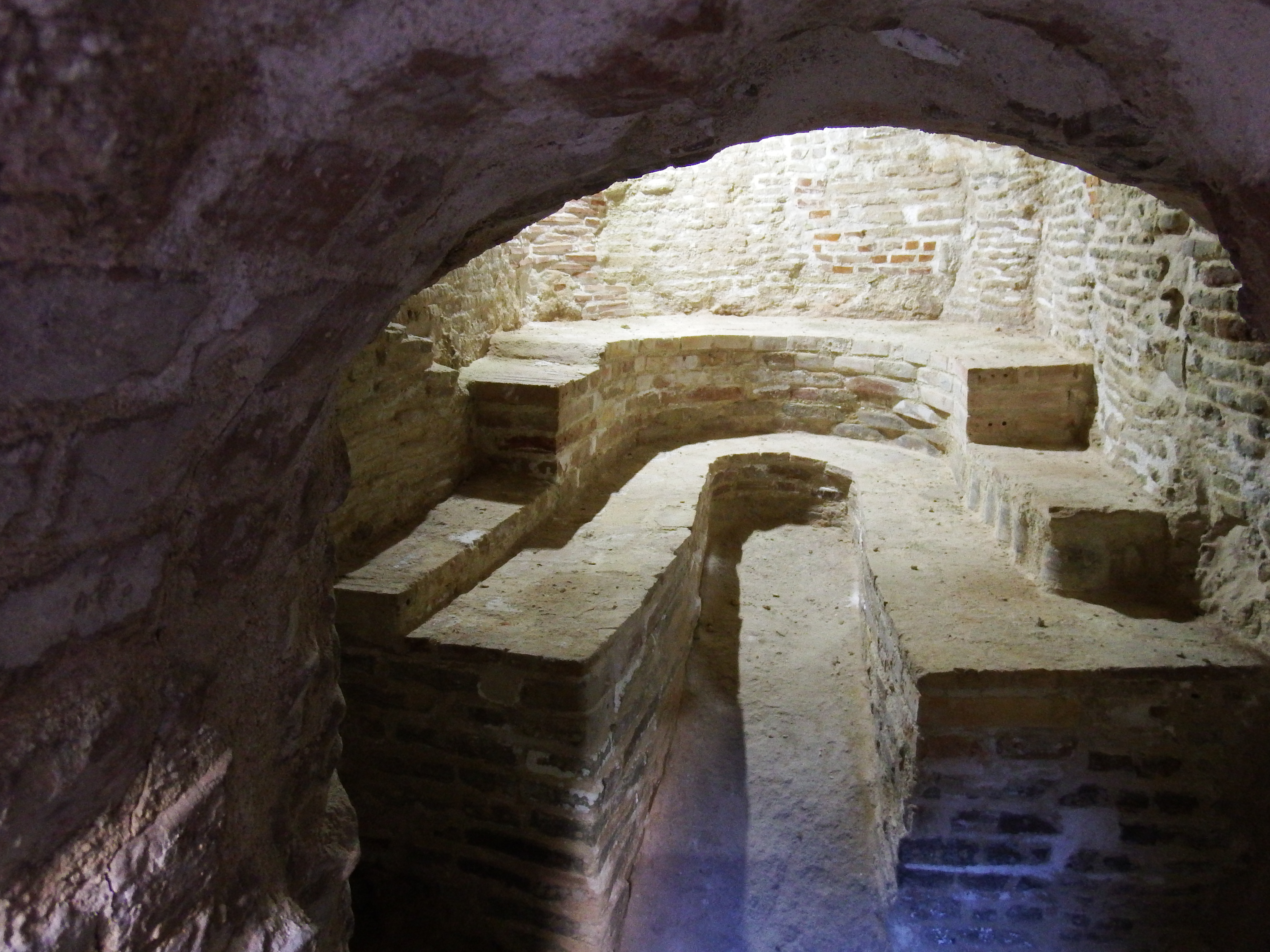
Interior del horno
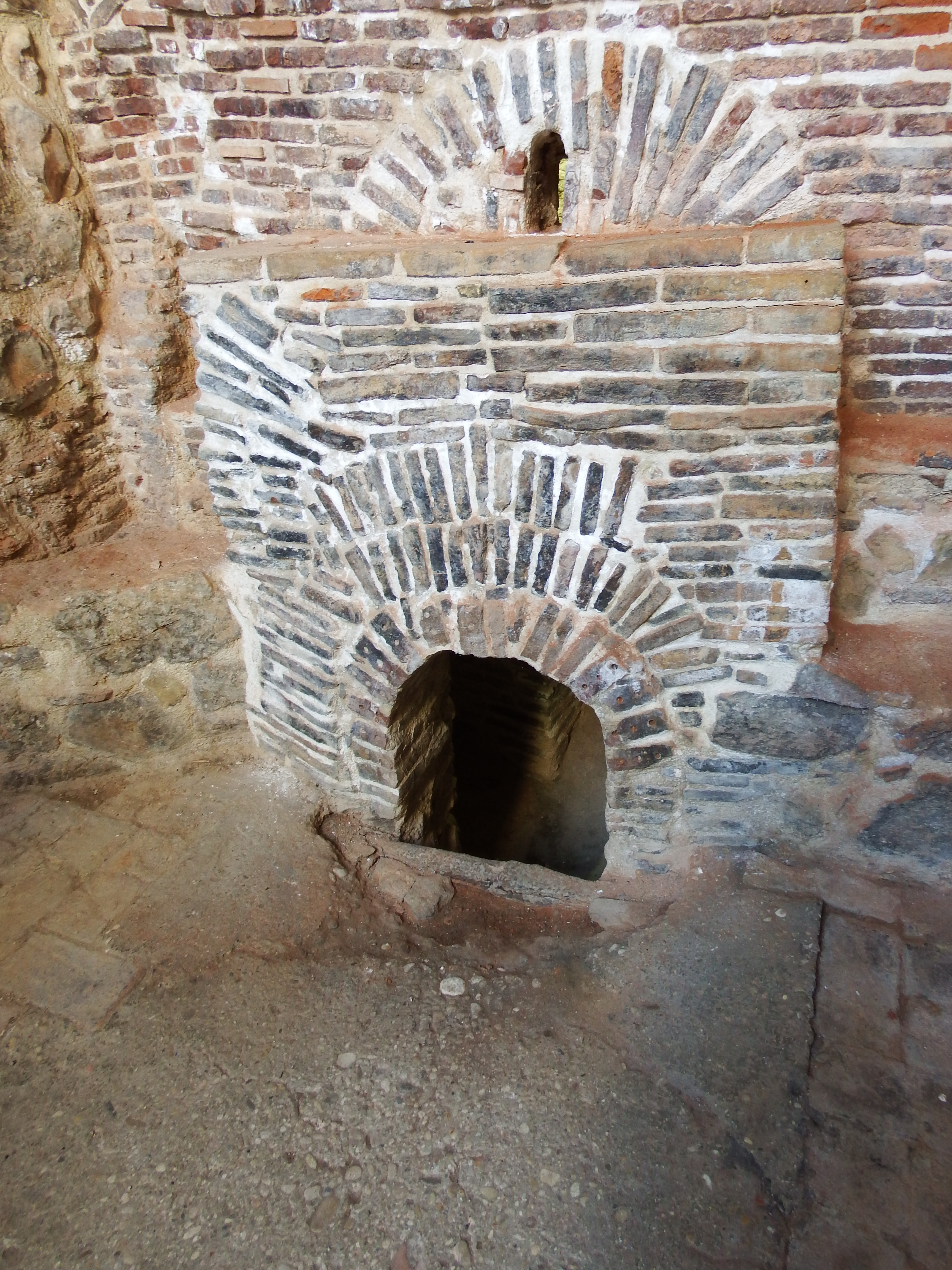
Acceso de la leña para calentar el horno

En la primera y la segunda crujía están las estancias de la vivienda de la familia alfarera, mientras que la tercera planta y la superior, junto con el patio y las cubiertas, se dedicaban a la actividad artesanal.
En la parte superior, cambra, o desván, los alfareros colocaban las piezas para que siguieran secándose, por lo que debía estar totalmente a oscuras para que el sol no afectara al barniz, y además con un suelo de cemento para que no traspasara la humedad.
En el sector artesanal del edificio se disponen buena parte de los elementos y utensilios empleados en el proceso de elaboración de la cerámica, en perfecto estado de conservación.
El museo alberga también una colección de materiales cerámicos procedentes de diferentes yacimientos arqueológicos, que alcanzan desde la prehistoria hasta la Edad Moderna, además de producciones alfareras contemporáneas; así como objetos etnológicos relacionados con la vida rural y las actividades tradicionales del municipio.
Está organizado en diferentes ámbitos: la casa tradicional, el espacio de vida (los artesanos del barro), el proceso de elaboración de piezas, la producción cerámica de Potries y su desarrollo histórico.
Este museo puede considerarse como el elemento dinamizador y  catalizador del proyecto de desarrollo turístico, aglutinando el resto de actividades turísticas, ya que además de dar a conocer la vida de un artesano de la cerámica, es un centro de información turística del resto de ofertas que Potries ofrece al visitante.